# 音樂戰壕
《音樂戰壕》是美国双人音乐组合二十一名飛員樂團发行的录音室专辑，於2018年10月5日由拉麵工坊發行。专辑是乐队在三年間的首张专辑，也是他们继2015年作品《模糊臉龐》后的第四张录音室专辑，在為期一年的隐退期当中录制完成。專輯是一張将场景设置于虚构的德瑪城和周围的山谷，並探讨心理健康，自杀和自我怀疑的概念專輯，也是樂隊在廠牌幻影殺手发行的首张作品。
专辑发行前，两支单曲《Jumpsuit》和《Nico and the Niners》于7月11日发行。第三首单曲《Levitate》于2018年8月8日发行。第四首单曲《My Blood》于2018年8月27日发行。第五首单曲《Chlorine》與第六支單曲《The Hype》分別于2019年1月22日與7月16日发行。樂隊其後展開以专辑為主題的巡迴演唱會「匪幫巡迴演唱會」，于2018年10月16日在田纳西州纳什维尔的普利司通竞技场开始。
《音樂戰壕》得到乐评人的赞誉。他们赞扬其歌词内容，整体性和音乐多样性；许多人认为这是乐队迄今为止最好的作品。其中不少樂評人把專輯列入他們的年終排名列表，而《搖滾之音》更把專輯列為年度的最佳專輯。专辑亦取得了商业上的成功，在包括澳大利亚，新西兰，西班牙和荷兰在内的六个国家中排名第一，在英国和美国等几个国家排名第二。

## 背景與製作
二十一名飛員樂團於2015年5月17日發行他們第四張錄音室專輯《模糊臉龐》，並憑藉作品收穫他們首張美國《告示牌》二百強專輯榜的專輯。專輯亦衍生出兩首打進《告示牌》百強單曲榜前5位的熱門單曲。其中《Stressed Out》最高登上榜單第2位，而《Ride》則最高登上榜單第5位。樂團憑著這首歌曲與收錄於《自殺突擊隊原聲帶》的單曲《Heathens》在2016年獲得主流成功。他們亦於2015年至2017年間舉行了專輯的巡迴演唱會。在接受《Alternative Press》的訪問時，樂團指他們會「走進黑暗」以專注於新音樂上，並補充他們將會更加專注在歌詞的內容上，跟帶回來像出道專輯時「在歌曲創作上重視真實、歌詞、傳遞與無畏」。在樂團完成名為「哥倫布演唱會」的五天演唱會後，他們便在2017年7月6日開始展開長達一年的歇息，消失在公眾面前以休息並製作為下一張專輯製作。
《音樂戰壕》的概念世界早在專輯的歌曲創作前便已經存在，跟樂團以往憑著創作不同歌曲以製作專輯的創作過程不一樣。專輯的具體開始製作時間不詳，但主唱泰勒·约瑟夫早在2015年的「模糊臉龐巡迴演唱會」期間便已經開始創作歌曲《Bandito》。約瑟夫於他的個人自家錄音室中製作出專輯的14首歌曲，而喬什·鄧的鼓樂則在聯合錄音室錄製。無聲數學樂團的主唱兼鍵盤手保羅·梅尼跟約瑟夫共同創作與製作專輯多首歌曲，此前他跟二十一名飛員樂團亦在《TOPxMM》重混EP以及「情緒路演世界巡迴演唱會」上合作過。而亞當·霍金斯則負責整張專輯的混音。專輯的製作限期為2018年8月15日，距離正式發行日期不足兩個月，以交往生產與分銷。
歌曲的創作過程只有約瑟夫、鄧跟梅尼三人參與，他們稱是為了避免受到家族成員、朋友或同僚的在專輯內容上的任何影響。在接受《Kerrang!》的訪問時，約瑟夫解釋他只向這些人展示專輯最終成品的原因，認為這樣能「盡可能帶來他們最接近真實的反應」。他其後在接受《纽约时报》時提到專輯「差點毀掉」自己，認為自己的情緒狀態在「自卑」與「自信」中「來回牽扯」，使他幾乎想要中止所有工作。

## 概念與音樂
《音樂戰壕》延續了樂團從過往專輯便曾探索的不安、信仰、自杀和精神健康等主题。专辑围绕着泰勒·约瑟夫创建的「音樂戰壕」（Trench）虚拟世界而展开，並透過專輯宣傳和音乐录影带等方式展示了这虚拟世界的样貌。
专辑的大部分音乐以及宣传素材均圍繞著「德玛」而展開。德玛字面意为「寂静塔」，是位于音樂戰壕内的一个虚拟城市。寂静塔的概念取自琐罗亚斯德教的丧葬习俗，即将死尸放置在寂静塔，让秃鹫以尸体为食。樂團在Reddit上稱受到「死亡宗教悲傷而神秘的意念... 死亡的原因是他們無法控制的：他們所需要支撐信仰的禿鷲並不足夠。一些自然跟具邏輯的事情皆會阻擋你的對信仰的信心」的啟發。
在音樂戰壕的虚拟世界中，德玛是一个由九位主教统治的城市。九位主教的名称为尼古、安德烈、利斯登、基恩斯、雷斯德羅、薩卡瓦、尼爾斯、維托莫和利斯托。主教的头目尼古全名为尼古拉·布尔巴基。这一名称取自20世纪一群法国数学家的笔名。据约瑟夫所言，尼古的真实身份是就是模糊臉龐，即在上一张专辑中代表不安感的形象。而音樂戰壕世界的一个反对派团体自称「匪帮」，其目标为解放德玛的人民。他们的主题色是一种色号为0xFCE300的黄色，因为主教會把这种颜色看成灰色，使用这一颜色可以帮他们逃脱主教的监视。
跟樂團之前的專輯一樣，这张专辑包含许多不同类型的音乐，包括另类摇滚、另类嘻哈、流行搖滾、電子搖滾、節奏藍調 、雷鬼、嘻哈、電子流行、饒舌搖滾，以及流行。專輯以帶有另類與硬式搖滾風格的歌曲《Jumpsuit》開始，歌曲以泰勒·約瑟夫的不安感作為主題 。歌曲被《滾石》編輯形容為帶有「變形電貝斯、乾脆的鼓樂與深洗的合成器」，而約瑟夫的聲樂則從「幾乎呢喃到全力嘶吼，再到富有氣氛的假聲」。歌曲的尾聲與接著的歌曲《Levitate》前奏無縫交接，歌曲是一首極為簡約的饒舌曲。《Morph》的主題探索了死後的人生，並提及了德瑪的主教頭目尼古。歌曲被拿來與哈立德、超凡樂團、貝克等歌手作比較。接著的《My Blood》是一首講述對朋友保持忠誠的独立流行歌曲。歌曲被拿來與擁抱人群樂團的《Pumped Up Kicks》跟葡萄牙.人樂團的《Feel It Still》作比較，原因是約瑟夫在歌曲中所運用的男假聲。《Chlorine》是一首以從潔淨自己腦海的黑暗想法為主題的歌曲。《Smithereens》是一首「可愛而逗趣」的歌曲，並關於跟約瑟夫在2015年結婚的妻子詹娜。
《Neon Gravestones》是一首以
拍的鋼琴重覆樂段跟電子敲擊樂所組成的「慢燃」饒舌曲。在歌詞上，歌曲探索了自殺以及媒體對其的美化，並在結尾懇求大家推祟完整走過一生的人，而非選擇在早年自行了結的人。《The Hype》是一首另類搖滾歌曲，當中包括以烏克麗麗演奏的橋段。在接受《Coup de Main》雜誌訪問時，約瑟夫稱歌曲是關於內在與外來壓力的分別。接著的《Nico and the Niners》是一首關於對抗「主教」的雷鬼饒舌歌曲，主題來自前一張的專輯的歌曲《Doubt》，譴責他們的宗教「Vialism」，並離開德瑪。《Cut My Lip》是一首講述在艱難時也要樂於堅持下去的歌曲，並提及約瑟夫在忠於自我與為音樂行業出賣靈魂之間的掙扎。
接著的《Bandito》是一首慢板歌曲，主題為擁護者接受自己的身分為「匪幫」的一分子，而匪幫則是一群反對派分子。歌曲的歌詞包括「Sahlo Folina」，為「all Ohio fans」（所有俄亥俄州粉絲）的字母易位。《Pet Cheetah》是一首融合饒舌、鐵克諾跟搖滾的歌曲，並作為創作過程跟創作者腦閉塞的比喻。《Legend》是一首獻給約瑟夫在2018年3月17日逝世的祖父羅伯特·約瑟夫而創作的歌。他亦曾出現於樂團在2013年主流出道專輯《船隻》的封面右側上。專輯的結尾曲《Leave the City》包括稍有壓抑的聲樂、強力的鋼琴部分跟輕柔的鼓樂。歌曲以失去信仰為主題，反映出約瑟夫在自己的基督信仰上的鬥爭。歌曲未有完全的高潮部分，而且感覺略不完整。約瑟夫解釋這是因為《音樂戰壕》代表了从一个地方（德玛）到达下一个未知地方之间的旅程－这反映了精神问题需要一个人持续不断地与之作斗争。

## 發行
2018年9月14日，樂團在推特上宣佈他們將發售黃膠唱片，僅在其官方網店售賣。他們還宣佈將通過Indie Retail發佈15,000張橄欖綠膠唱片，並在Urban Outfitters網站上發售8,000份橄欖綠和黃膠唱片。樂團亦確認了當新專輯演唱會到歐洲巡迴階段時，兩位成員將會現身英國多間唱片行宣傳。
2018年10月2日，專輯的幾張實體唱片意外在澳大利亞的一家唱片店上架出售，隨後該唱片在網上洩露。鄧跟約瑟夫於翌日在Instagram舉行網路直播，以宣傳專輯並承認作品的流出。這張專輯於兩天後的午夜發行，並同步公開了歌曲《My Blood》的音樂錄影帶。這也是他們在廠牌幻影殺手發行的首張作品 。

## 宣傳活動
二十一名飛員樂團於2017年「Alternative Press音樂獎頒獎典禮」領取「最專注粉絲群獎」時首次提到由樂團創作的虛構城市「德瑪」 。喬什·鄧單獨上台接受了該獎項，並為泰勒·約瑟夫缺席而道歉。他在台上提到約瑟夫正在「切斷與德瑪的關係」，暗示他正在進行某項作品的創作。2018年4月21日，粉絲在樂隊的網店頁面發現了隱藏在GIF中的網址「dmaorg.info」。這個網站由一系列圍繞著德瑪的神秘片段所組成。
網站亦包括樂團概念世界中的虛構角色克蘭西所寫的日記。日記中描述了他一步步決定逃離德瑪的經歷，並隨著時間定時更新。7月6日，網站更新了一篇日記，其中寫道「到了早上，一切都會有所不同」，樂團於同日向訂閱者發送了一封電子郵件，其中包含一個略微張開眼睛的GIF動畫。樂團於2018年7月9日回歸社交媒體，上傳了一段包含黃色眼睛的視頻。印有樂團新標誌的廣告牌和壁畫一夜之間在世界各地的許多城市出現。樂團翌日發佈了另一段包含眼睛的視頻，眼睛比之前視頻張得更開，並使用《Jumpsuit》的低沉版伴奏作為背景音樂。《Jumpsuit》以及第二首單曲《Nico and the Niners》其後於7月11日發行。同日，樂團宣佈了他們的專輯名為《Trench》（音樂戰壕），並透露了其發行日期為10月5日。該專輯的曲目列表在11月14日公佈。
在樂團結束為期一年的歇息後，喬什·鄧在接受Beats 1廣播電臺的哈努曼·韋爾奇時談及專輯的創作過程跟兩首新單曲。2018年9月5日，Beats 1廣播電臺的贊恩·洛於他位於哥倫布的自家錄音室中請來泰勒·約瑟夫作客，談及樂團的歇息跟新專輯，並提到這張專輯如何反映他在不安、精神跟心靈健康上鬥爭。
樂團亦在他們的推特帳戶上傳了2018年音樂電影「星夢情深」的惡搞海報，把電影主角布萊德利·庫柏與Lady Gaga換成兩名成員，以對抗同週發行的原聲帶《星夢情深》 。2018年12月，樂隊與音樂流媒體服務Spotify合作，製作了一個探索「音樂戰壕」世界的臨場式電子遊戲。遊戲中也揭示了專輯封面上的五個符號的含義。
2019年6月21日，樂團發表了他們的「Løcatiøn Sessiøns」系列影片，皆為《音樂戰壕》裡的歌曲現場演唱版本。第一首公開的歌曲為《Chlorine》的原音樂版，名為《Chlorine (19.4326° N, 99.1332° W)》，當中歌名的座標為墨西哥城的一處地方。《Cut My Lip》的重製現場版本於7月11日作為影片系列的第二首歌曲發佈。
在專輯發行之前，樂隊登上《搖滾之音》雜誌9月刊、《Alternative Press》雜誌的9月刊，以及《Kerrang!》雜誌的十月刊的封面。三本雜誌都刊登了樂隊的採訪和獨家照片。在專輯發行後，《紐約時報》撰稿人卡琳·甘茲採訪了約瑟夫和鄧，他們在採訪中談論了樂隊的歷史和專輯的創作。

## 發行單曲
2018年7月11日，樂團發行了專輯的前兩支單曲《Jumpsuit》與《Nico and the Niners》，並同時公開了《Jumpsuit》的音樂錄影帶。2018年7月25日，樂團公開了《Nico and the Niners》的音樂錄影帶，作為音樂錄影帶三部作中的第二個作品，並圍繞著泰勒·约瑟夫所虛構的城市德瑪。兩首歌曲的錄影帶皆與樂團的其他音樂錄影帶有關連，包括《Heavydirtysoul》與《Stressed Out》，均來自樂團前一張專輯。
專輯的第三支單曲《Levitate》在正式發行前於8月經串流平台Tidal洩露，但其後迅速被移除 。歌曲於翌日在贊恩·洛的Beats 1廣播電臺節目確認作為單曲發行，專輯的歌曲列表亦隨之公佈。歌曲的音樂錄影帶於同日公開，作為錄影帶三部作的最終作。在2018年8月20日的「2018年MTV音乐录影带大奖」上，《My Blood》的10秒片段在專輯的電視廣告結尾中首次公開。2018年8月27日，一名推特用戶在發現歌曲能在Apple HomePod播放後，把《My Blood》的完整片段以低音質形式在個人帳戶上洩露。歌曲於同日稍後作為專輯第四支單曲發行，同時確認了歌曲的洩露版本為最終成品。歌曲的音樂錄影帶於專輯發行當日在YouTube上公開。
2019年1月22日，歌曲《Chlorine》作為專輯的第五支單曲發行，並同步公開了音樂錄影帶。《The Hype》於2019年7月16日作為專輯的第六支單曲派往美國另類電台，其後公開了歌曲的音樂錄影帶。

## 巡迴演唱會
在發行專輯的主打單曲《Jumpsuit》當日，樂隊同時公佈了於2018年10月16日開始展開名為「匪幫巡迴演唱會」的世界巡迴演唱會。樂隊其後公佈Awolnation與馬克斯·佛洛斯特成為演唱會首個北美巡迴階段的開場表演嘉賓。
2018年8月19日，二十一名飛員樂團於YouTube以非公開形式上傳了名為「A Complete Diversion」的短片，以宣傳於倫敦O2布里克斯頓學院舉行的演唱會片段，短片的名稱來自於歌曲《Nico and the Niners》的歌詞「And start a concert, a complete diversion」。演唱會2018年9月12日舉行，距離專輯的發行僅不足一個月。
演唱會的首個北美巡迴階段於2018年10月18日在纳什维尔展開，距離專輯的發行日期不足兩星期。在完成北美的演出後，演唱會繼續於澳洲與歐洲展開，並包括於南美地區的各個音樂節。北美的第二巡迴階段於2019年6月30日結束，其中包括於墨西哥與加拿大的演出場次，以及兩場於樂團故鄉哥倫布的演出。其後樂隊於北美地區與歐洲進行多場音樂節演出，並於2019年11月9日結束北美的第三巡迴階段。

## 專業評價
| 綜合得分       | 綜合得分 |
| 來源           | 評分     |
| -------------- | -------- |
|                | 81/100   |
| 評論得分       |          |
| 來源           | 評分     |
| 《411 Mania》  | 7/10     |
| AllMusic       | [ 19 ]   |
| 《Dead Press》 | [ 95 ]   |
| 《Gig Soup》   | 79%      |
| 《Hot Press》  | 7/10     |
| 《Kerrang!》   | 4/5      |
| 《新音乐快递》 | [ 33 ]   |
| 《PopMatters》 | [ 25 ]   |
| 《滾石》       | [ 99 ]   |
| 《Spill雜誌》  | 4/5      |

《音樂戰壕》於發行前後獲得樂評家整體正面的評價，包括讚賞它的野心、詞曲創作以及更凝聚的製作。其中不少樂評家認為專輯比起樂團前作《模糊臉龐》更優秀，指作品整體更加成熟。樂評網站Metacritic根據6筆評分對此專輯評分81分，表示獲得絕大多數樂評的正面評價。
《Kerrang!》的大衛·麥勞夫林認為樂團「正處於他們在個人與創意上最大膽的絕佳時期」，並讚賞專輯的詞曲創作、野心、抓耳度跟可及性。《新音乐快递》的格里·萊恩形容專輯為「樂團在沒有雄心勃勃追求的情況下激起野心的聲音」，並補充「它比《模糊臉龐》來得低調，但最終顯得更有意義」，但認為專輯的敘述並不能征服聽眾，指約瑟夫的創作「當他遠離任何概念上的拘束衣時顯得更動人」。《AllMusic》的尼爾·Z·楊讚賞專輯的自省歌詞，指：「雖然《音樂戰壕》需要反覆多聽幾次才能真正投入，但最終還是令人回味無窮，並帶來完全身臨其境的感覺，有著樂團在《模糊臉龐》僅輕輕帶過的深度與引力」。《Spill雜誌》的薇姬·瑪哈妮稱讚專輯比起《模糊臉龐》有著更加黑暗的主題與成熟的聲音，並進一步讚賞它「出眾」的製作跟「充滿活力的聲音」。
《告示牌》的編輯克里斯·佩恩認為《音樂戰壕》具有「令人驚訝的凝聚力」，並讚賞它「出色的排序和連貫的製作」，最後以專輯「跟在《模糊臉龐》埋下的樁子，以及它所有戰勝惡魔、風格模糊的宣洩非常契合，並把它上昇至音速宇宙中匯聚一起」作為總結。《滾石》的克里斯多福·溫加騰亦有相似看法，指樂團把從《模糊臉龐》裡的大量風格跟意念在《音樂戰壕》中凝聚成更加明智跟成熟的整體，並特別指出專輯「更有凝聚力的聲音與感覺」以及樂團「作為詞曲作家跟編曲家」的成長。《PopMatters》的約書亞·科波曼亦有相似的想法，認為「專輯的主題內容和製作成熟度的提升使它緊密連結」，但對專輯的音樂克制上則褒貶不一，認為這對樂團來說雖然「算不上不適合」，但有時會「導致他們創作出比原本的優秀音樂更弱的版本」。《Dead Press》的戴蒙·泰勒則抱有相反意見，認為「大量的影響反映在專輯上，使他們的核心聽起來有著新的區別」，並讚賞了鄧的鼓樂：「在強弱中衡量得剛好以推動每首歌曲的節奏」。
《411 Mania》的大衛·海特「作為虛構主題滿載的概念專輯，《音樂戰壕》可能在要一直保持絕佳狀態上面臨困難，但專輯的優點遠比缺陷多，使它成為計劃周密的大膽聲音嘗試」。《綜藝》的克里斯·威爾曼認為當歌曲「捨棄所有角色與概念，而讓約瑟夫直接說出自己所想」的時候，專輯會變得最為出色，並補充：「接受我的建議，忘掉這張概念專輯根深柢固的概念部分－這感覺只是在白費工夫－去享受《音樂戰壕》沒有對具象徵性的原創故事渴求的大多部分」。《Hot Press》的斯蒂芬·基岡則持有相反看法，認為：「在現今的屎蛋文化中，約瑟夫以歌詞線索聰明地投其所好，使歌迷有著相同的社群聯繫，並將會在Genius網站上掀起長達數月的著迷辯論」。《GIG Soup》的編輯給予專輯的「私人」歌曲創作極高評價，指「二十一名飛員樂團探討了別人害怕接觸的主題，並做得很好」。

### 榮譽
| 出版物                | 榮譽                   | 排名   | 來源    |
| --------------------- | ---------------------- | ------ | ------- |
| 《Alternative Press》 | 2018年50佳專輯         | 不適用 | [ 101 ] |
| 《告示牌》            | 2018年50佳專輯         | 34     | [ 102 ] |
| 《告示牌》            | 2018年25佳搖滾專輯     | 4      | [ 103 ] |
| 《iHeartRadio》       | 2018年10強另類專輯     | 不適用 | [ 104 ] |
| 《Kerrang!》          | 2018年50張震驚專輯     | 21     | [ 105 ] |
| 《搖滾之音》          | 搖滾之音2018年最佳專輯 | 1      | [ 106 ] |

## 商業成績
《音樂戰壕》於登上澳洲專輯榜於10月13日公佈的榜單冠軍，成為二十一名飛員樂團首張澳洲冠軍專輯。專輯亦同時空降紐西蘭、西班牙、葡萄牙、捷克、墨西哥，以及荷蘭專輯榜的冠軍。
專輯發行首週以約175,000張专辑等价单位（其中包括約135,000張實際銷量）空降美國《告示牌》二百強專輯榜亞軍位置，僅次於《一個巨星的誕生》的電影原聲帶。專輯超越樂隊前作《模糊臉龐》的首週銷量，成為樂隊於美國最高首週銷量專輯，同時也是樂隊第二張打進美國專輯榜前5位的專輯。專輯發行次週以約49,000張的專輯等價單位下滑至專輯榜第7位。專輯亦同時空降《告示牌》最佳搖滾專輯榜以及《告示牌》最佳另類搖滾專輯榜冠軍位置，而所有收錄曲亦打進《告示牌》搖滾歌曲榜前25位。專輯發行首週亦以約11,000張的專輯等價單位空降加拿大专辑榜第2位。在英國，專輯發行半週以約6,000張專輯等價單位的領先優勢暫時排行第一，但其後以29,835張的專輯等價單位（其中包括6,178張的折算銷量）空降英國專輯排行榜亞軍位置，僅落後於同週冠軍《一個巨星的誕生》電影原聲帶約2,000張專輯等價單位，然而仍然刷新了樂隊於當地專輯榜的最高排名。專輯亦以空降亞軍的成績刷新了樂隊於愛爾蘭、蘇格蘭、芬蘭、挪威專輯榜的最高排名。在法國，專輯發行首週以約6,400張的專輯等價單位空降法國專輯榜第9位。在美國，專輯於2018年12月18日獲美國唱片業協會認證為金唱片。
截至2019年1月3日，《音樂戰壕》於美國一共售出約7,000張卡式录音带，成為繼《星際異攻隊-電影原聲帶》與《星際異攻隊2-電影原聲帶》之後，2018年第三暢銷的卡式錄音帶作品，並一同帶動美國該年卡式錄音帶銷量上升23%。

## 歌曲列表
| 曲序     | 曲目                | 词曲             | 时长  |
| -------- | ------------------- | ---------------- | ----- |
| 1.       | Jumpsuit            | 泰勒·約瑟夫      | 3:58  |
| 2.       | Levitate            | 約瑟夫 保羅·梅尼 | 2:25  |
| 3.       | Morph               | 約瑟夫 梅尼      | 4:19  |
| 4.       | My Blood            | 約瑟夫           | 3:49  |
| 5.       | Chlorine            | 約瑟夫 梅尼      | 5:24  |
| 6.       | Smithereens         | 約瑟夫 梅尼      | 2:57  |
| 7.       | Neon Gravestones    | 約瑟夫           | 4:00  |
| 8.       | The Hype            | 約瑟夫           | 4:25  |
| 9.       | Nico and the Niners | 約瑟夫           | 3:45  |
| 10.      | Cut My Lip          | 約瑟夫 梅尼      | 4:43  |
| 11.      | Bandito             | 約瑟夫 梅尼      | 5:31  |
| 12.      | Pet Cheetah         | 約瑟夫 梅尼      | 3:18  |
| 13.      | Legend              | 約瑟夫           | 2:53  |
| 14.      | Leave the City      | 約瑟夫           | 4:40  |
| 总时长： | 总时长：            | 总时长：         | 56:04 |

| Triplet EP（10吋彩膠） | Triplet EP（10吋彩膠） | Triplet EP（10吋彩膠） | Triplet EP（10吋彩膠） |
| 曲序                   | 曲目                   | 词曲                   | 时长                   |
| ---------------------- | ---------------------- | ---------------------- | ---------------------- |
| 1.                     | Jumpsuit               | 泰勒·約瑟夫            | 3:58                   |
| 2.                     | Levitate               | 約瑟夫 保羅·梅尼       | 2:25                   |
| 3.                     | Nico and the Niners    | 約瑟夫                 | 3:45                   |
| 总时长：               | 总时长：               | 总时长：               | 10:11                  |

## 製作名單
資料來自《音樂戰壕》專輯內頁與Tidal。
錄製與管理
- 華納帖木兒出版公司（BMI（英语：BMI Foundation））與斯特賴克·約瑟夫音樂（BMI）發佈
- 於泰勒·约瑟夫自家錄音室（哥倫布，俄亥俄州）與聯合錄音室（英语：United Recording Studios）（好莱坞，加利福尼亚州）錄製
- 於傑出之聲工作室（英语：Sterling Sound Studios） （紐約，紐約州）處理母帶

| 二十一名飛員樂團 - 泰勒·约瑟夫 – 主聲樂、鋼琴、合成器、低音結他、結他、烏克麗麗、編程、製作 - 乔什·邓 – 鼓、打擊樂器、小號、和聲 附加音樂家 - 保羅·梅尼 – 合成器、編程、製作 附加製作名單 - 凱蒂·巴洛安 – 市場 - 安妮·德克萊門特 – A&R - 皮特·根巴格 – A&R - 克里斯·蓋林格 – 母帶 - 亞當·霍金斯 – 混音 | - 布拉德·希頓 – 攝影 - 布賴恩·蘭尼 – 包裝 - 布蘭登·瑞克 – 創意指導、設計 - 克里斯·沃爾特曼 – 首席製作 |

## 榜單排行
| 榜單（2018年）                            | 最高 位置 |
| ----------------------------------------- | --------- |
| 澳大利亞（ARIA專輯榜）                    | 1         |
| 奧地利（奧地利Ö3專輯榜）                  | 3         |
| 比利時法蘭德斯（Ultratop專輯榜）          | 7         |
| 比利時瓦隆（Ultratop專輯榜）              | 5         |
| 加拿大（《告示牌》Canadian Albums Chart） | 2         |
| 捷克（ČNS IFPI專輯榜）                    | 1         |
| 丹麥（Hitlisten專輯榜）                   | 22        |
| 荷蘭（MegaCharts專輯榜）                  | 1         |
| 芬蘭（Suomen virallinen lista專輯榜）     | 2         |
| 法國（SNEP專輯榜）                        | 9         |
| 德國（Offizielle Top 100專輯榜）          | 4         |
| 希臘專輯榜（IFPI）                        | 6         |
| 匈牙利（MAHASZ專輯榜）                    | 9         |
| 愛爾蘭（IRMA專輯榜）                      | 2         |
| 意大利專輯榜（FIMI）                      | 5         |
| 墨西哥專輯榜（AMPROFON）                  | 1         |
| 紐西蘭專輯榜（RMNZ）                      | 1         |
| 挪威（VG-lista專輯榜）                    | 2         |
| 波蘭（ZPAV專輯榜）                        | 7         |
| 葡萄牙（AFP專輯榜）                       | 1         |
| 蘇格蘭（OCC專輯榜）                       | 2         |
| 西班牙專輯榜（PROMUSICAE）                | 1         |
| 瑞典（Sverigetopplistan專輯榜）           | 5         |
| 瑞士（Schweizer Hitparade專輯榜）         | 4         |
| 英國（OCC專輯榜）                         | 2         |
| 美国（《告示牌》200）                     | 2         |
| 美國（《告示牌》Top Alternative Albums）  | 1         |
| 美國（《告示牌》Top Rock Albums）         | 1         |
| 美國（《告示牌》Top Tastemaker Albums）   | 1         |

| 榜單（2018年）                   | 位置 |
| -------------------------------- | ---- |
| 澳大利亞專輯榜（ARIA）           | 70   |
| 荷蘭專輯榜（MegaCharts）         | 88   |
| 墨西哥專輯榜（AMPROFON）         | 29   |
| 英國專輯榜（OCC）                | 92   |
| 美國《告示牌》二百強專輯榜       | 122  |
| 美國最佳搖滾專輯榜（《告示牌》） | 17   |

| 榜單（2019年）                   | 位置 |
| -------------------------------- | ---- |
| 比利時專輯榜（Ultratop法蘭德斯） | 146  |
| 比利時專輯榜（Ultratop瓦隆）     | 186  |
| 荷蘭專輯榜（MegaCharts）         | 86   |
| 墨西哥專輯榜（AMPROFON）         | 16   |
| 美國《告示牌》二百強專輯榜       | 73   |

## 認證
| 地區                                                       | 认证 | 认证单位/销量 |
| ---------------------------------------------------------- | ---- | ------------- |
| 加拿大（加拿大音乐协会）                                   | 金   | 40,000‡       |
| 墨西哥（墨西哥音像製品協會）                               |      | 30,000‡       |
| 波兰（波蘭音像製造商協會）                                 | 金   | 10,000‡       |
| 英国（英国唱片业协会）                                     | 金   | 100,000‡      |
| 美国（美國唱片業協會）                                     | 金   | 500,000‡      |
| *僅含認證的實際銷量 ^僅含認證的出貨量 ‡僅含認證的+實際銷量 |      |               |

## 發行歷史
| 地區 | 日期          | 形式          | 廠牌                            | 來源    |
| ---- | ------------- | ------------- | ------------------------------- | ------- |
| 全球 | 2018年10月5日 | 線上下載 串流 | 拉麵工坊 幻影殺手  | [ 169 ] |
| 全球 | 2018年10月5日 | CD            | 拉麵工坊 幻影殺手  | [ 170 ] |
| 全球 | 2018年10月5日 | 黑膠唱片      | 拉麵工坊 幻影殺手  | [ 171 ] |
| 全球 | 2018年10月5日 | 卡式录音带    | 拉麵工坊 幻影殺手  | [ 172 ] |

## 資料來源
1. 1 2  Hall, Mackenzie. . Alternative Press. 2016-11-21  [2019-01-05]. （原始内容存档于2017-11-07）.
2. ↑  Dickman, Maggie. . Alternative Press. 2017-07-07  [2019-01-05]. （原始内容存档于2018-02-11）.
3. ↑  Jeff, Benjamin. . Fuse. 2017-07-07  [2019-01-05]. （原始内容存档于2018-02-11）.
4. ↑  Brii, Jamieson. . Rock Sound. 2018-12-11  [2018-12-15]. （原始内容存档于2022-04-26）.
5. ↑  . Reddit.   [2018-10-10]. （原始内容存档于2020-12-16）.
6. ↑  . United Recording Studios, Los Angeles. 2018-09-07  [2018-10-01]. （原始内容存档于2018-10-11）.
7. 1 2 3 4  Beats 1. . 2018-09-05  [2018-10-05]. （原始内容存档于2021-01-10） –YouTube.
8. ↑  Goggin, David. . Electronic Musician. 2018-09-05  [2018-10-05]. （原始内容存档于2018-10-05）.
9. ↑  .   [2018-08-17]. （原始内容存档于2021-04-06） –Twitter.
10. ↑  Carter, Emily. . Kerrang!. 2018-10-10  [2019-07-31]. （原始内容存档于2018-12-21）.
11. 1 2 3  Ganz, Caryn. . The New York Times. 2018-10-15  [2018-10-18]. （原始内容存档于2021-04-27）.
12. 1 2 3 4 5  Williams, Paige. . Billboard. 2018-10-05  [2018-10-07]. （原始内容存档于2018-10-06）.
13. ↑  Heinz, Natasha. . Alternative Press. 2018-10-08  [2018-10-10]. （原始内容存档于2018-10-09）.
14. ↑  Karkaria, Bachi. . The Guardian. 2015-01-26  [2018-10-10]. （原始内容存档于2021-04-30）.
15. 1 2  Bellamy, Sarah. . Music Feeds. 2018-10-05  [2018-10-08]. （原始内容存档于2021-03-10）.
16. ↑  . dmaorg.info.   [2018-10-07]. （原始内容存档于2021-04-03）.
17. 1 2  Williams, Paige. . Billboard. 2018-07-12  [2018-10-07]. （原始内容存档于2020-09-29）.
18. 1 2 3 4  Willman, Chris. . Variety. 2018-10-07  [2018-10-08]. （原始内容存档于2018-10-07）.
19. 1 2 3  Yeung, Neil Z. . AllMusic.   [2018-10-05]. （原始内容存档于2018-10-05）.
20. ↑  Fitzmaurice, Larry. . The Carolinian. 2018-10-17  [2018-10-20]. （原始内容存档于2021-01-16）.
21. 1 2  Fitzmaurice, Larry. . Vulture. 2018-10-10  [2018-10-20]. （原始内容存档于2021-04-28）.
22. ↑  Parker, Jack. . All Things Loud. 2018-10-05  [2018-12-31]. （原始内容存档于2020-11-09）.
23. 1 2  Kennedy, Mark. . USA Today. 2018-10-05  [2018-10-07]. （原始内容存档于2020-11-09）.
24. ↑  Ryan, Gary. . NME. 2018-07-11  [2018-10-07]. （原始内容存档于2019-08-06）.
25. 1 2 3 4  Copperman, Joshua. . PopMatters. 2018-10-12  [2018-10-12]. （原始内容存档于2021-04-11）.
26. ↑  Unterberger, Andrew. . Billboard. 2019-09-13  [2018-11-19]. （原始内容存档于2020-11-16）.
27. 1 2  Reed, Ryan. . Rolling Stone. 2018-07-11  [2018-07-11]. （原始内容存档于2019-04-18）.
28. ↑  Reed, Ryan. . Rolling Stone. 2018-08-08  [2018-10-07]. （原始内容存档于2019-11-02）.
29. 1 2 3  Payne, Chris. . Billboard. 2018-10-05  [2019-07-01]. （原始内容存档于2018-10-06）.
30. ↑  . Stereogum. 2018-10-11  [2020-02-08]. （原始内容存档于2018-10-11）.
31. ↑  Legaspi, Althea. . Rolling Stone. 2018-08-28  [2018-10-07]. （原始内容存档于2018-08-31）.
32. ↑  . Radio 104.5.   [2018-10-07]. 原始内容存档于2015-04-03.
33. 1 2 3  Ryan, Gary. . NME. 2018-10-05  [2018-10-05]. （原始内容存档于2018-10-05）.
34. ↑  Pettigrew, Jason. . Alternative Press. 2018-10-06  [2018-10-07]. （原始内容存档于2018-10-08）.
35. ↑  Kornhaber, Spencer. . The Atlantic. 2018-10-05  [2018-10-07]. （原始内容存档于2018-10-06）.
36. 1 2  Weingarten, Christopher R. . Rolling Stone. 2018-10-05  [2018-10-07]. （原始内容存档于2018-10-06）.
37. ↑  Riddell, Rose. . Coup de Main Magazine. 2018-10-05  [2018-10-07]. （原始内容存档于2021-02-14）.
38. ↑  Stumme, Clifford. . The Pop Song Professor. 2019-06-24  [2019-07-05]. （原始内容存档于2019-07-05）.
39. ↑  Pettigrew, Jason. . Alternative Press. 2018-10-08  [2018-10-09]. （原始内容存档于2021-01-28）.
40. ↑  . 2018-09-14  [2018-09-14]. （原始内容存档于2021-10-07） –Twitter.
41. ↑  . Kerrang!. 2018-10-01  [2018-10-12]. （原始内容存档于2018-10-12）.
42. ↑  Skinner, Tom. . NME. 2018-10-02  [2018-10-12]. （原始内容存档于2019-06-06）.
43. 1 2  Farrell, Paul. . Heavy.com. 2018-10-03  [2018-10-16]. （原始内容存档于2019-11-16）.
44. ↑  Jamieson, Brii. . Rock Sound. 2018-10-03  [2018-10-05]. （原始内容存档于2018-10-05）.
45. ↑  Pillow Pilots. . 2018-10-03  [2018-10-05] –YouTube.
46. ↑  . Billboard. 2018-10-05  [2018-10-05]. （原始内容存档于2018-10-05）.
47. ↑  Twenty One Pilots. . 2018-10-05  [2018-10-05]. （原始内容存档于2021-12-28） –YouTube.
48. ↑  . Warner Music Group.   [2018-10-08]. （原始内容存档于2020-10-23）.
49. ↑  . Alternative Press. 2017-07-17  [2018-10-14]. （原始内容存档于2020-04-07）.
50. 1 2  Williams, Paige. . Billboard. 2018-07-12  [2018-10-14]. （原始内容存档于2020-09-29）.
51. ↑  Paxton, Whitney. . Alternative Press. 2018-04-22  [2019-12-18]. （原始内容存档于2021-01-21）.
52. ↑  Owens, Paige. . Alternative Press. 2019-10-05  [2019-12-18]. （原始内容存档于2021-01-21）.
53. ↑  . dmaorg.info.   [2018-10-15]. （原始内容存档于2020-11-01）.
54. ↑  . dmaorg.info.   [2018-10-15]. （原始内容存档于2021-04-03）.
55. ↑  Loughrey, Clarisse. . The Independent. 2018-07-07  [2018-10-15]. （原始内容存档于2020-11-26）.
56. ↑  Rincón, Alessandra. . Billboard. 2019-07-09  [2018-08-11]. （原始内容存档于2020-11-12）.
57. 1 2  Park, Andrea. . CBS News. 2018-07-11  [2018-10-15]. （原始内容存档于2020-11-09）.
58. ↑  . 2018-07-10  [2018-10-15]. （原始内容存档于2021-05-20） –Twitter.
59. ↑  Rutherford, Kevin. . Billboard. 2018-07-19  [2018-11-14]. （原始内容存档于2021-01-26）.
60. ↑  Rincón, Alessandra. . Billboard. 2018-08-08  [2018-11-14]. （原始内容存档于2021-04-24）.
61. ↑  Kaufman, Gil. . Billboard. 2018-10-08  [2018-10-09]. （原始内容存档于2021-04-25）.
62. ↑  Campbell, Rachel. . Alternative Press. 2018-12-14  [2018-12-15]. （原始内容存档于2020-11-17）.
63. ↑  Aniftos, Ranio. . Billboard. 2018-12-13  [2018-12-15]. （原始内容存档于2020-10-24）.
64. ↑  Darus, Alex. . Alternative Press. 2019-01-23  [2019-07-11]. （原始内容存档于2019-06-21）.
65. ↑  Jamieson, Brii. . Rock Sound. 2019-07-11  [2019-07-11]. （原始内容存档于2019-07-11）.
66. ↑  . Rock Sound. 2018-09-07  [2018-10-05]. （原始内容存档于2018-10-05）.
67. ↑  Pettigrew, Jason. . Alternative Press. 2018-09-10  [2018-10-05]. （原始内容存档于2020-11-09）.
68. ↑  . Kerrang!. 2018-10-02  [2018-10-09]. （原始内容存档于2020-08-09）.
69. ↑  . Kerrang!.   [2018-07-13]. （原始内容存档于2020-11-11）.
70. ↑  Williams, Paige. . Billboard. 2018-07-30  [2019-07-05]. （原始内容存档于2021-04-19）.
71. ↑  Kaufman, Gil. . Billboard. 2018-07-26  [2019-07-05]. （原始内容存档于2018-07-27）.
72. ↑  . Kerrang!.   [2019-07-06]. （原始内容存档于2020-11-16）.
73. ↑  . 2018-08-08  [2018-08-08]. （原始内容存档于2020-12-28） –Twitter.
74. ↑  Beth, Casteel. . Alternative Press. 2018-07-08  [2019-07-05]. （原始内容存档于2021-02-27）.
75. ↑  Andrew, Unterberger. . Billboard. 2018-08-20  [2019-07-05]. （原始内容存档于2021-02-27）.
76. ↑  Apaza, Kevin. . Directlyrics. 2018-08-28  [2019-07-05]. （原始内容存档于2019-07-05）.
77. ↑  Legaspi, Althea. . Rolling Stone. 2018-08-28  [2019-07-05]. （原始内容存档于2018-08-31）.
78. ↑  Kaufman, Gil. . Billboard. 2018-10-05  [2019-07-05]. （原始内容存档于2018-10-06）.
79. ↑  Reed, Ryan. . Rolling Stone. 2018-10-05  [2018-10-05]. （原始内容存档于2021-03-04）.
80. ↑  Hannan, Devon. . Alternative Press. 2019-01-22  [2019-01-22]. （原始内容存档于2019-01-23）.
81. ↑  Reed, Ryan. . Rolling Stone. 2019-01-23  [2019-01-23]. （原始内容存档于2019-01-24）.
82. ↑  .   [2019-07-03]. （原始内容存档于2019-07-05）.
83. ↑  Jamieson, Brii. . Rock Sound. 2018-07-11  [2018-07-11]. （原始内容存档于2018-07-11）.
84. ↑  Nattress, Katrina. . iHeartRadio. 2018-09-26  [2018-11-23]. （原始内容存档于2020-09-24）.
85. ↑  twenty one pilots. . 2018-08-19  [2018-08-21]. （原始内容存档于2021-05-22） –YouTube.
86. ↑  Mamo, Heran. . Billboard. 2018-07-11  [2018-10-12]. （原始内容存档于2020-08-07）.
87. ↑  Mylrea, Hannah. . NME. 2018-09-13  [2018-10-09]. （原始内容存档于2020-06-21）.
88. 1 2  Casteel, Beth. . Alternative Press. 2018-07-11  [2019-04-13]. （原始内容存档于2018-07-11）.
89. ↑  Natasha, Heinz. . Alternative Press. 2018-10-17  [2019-04-13]. （原始内容存档于2019-07-13）.
90. ↑  Legaspi, Althea. . Rolling Stone. 2018-10-02  [2018-10-19]. （原始内容存档于2020-11-09）.
91. ↑  Natasha, Heinz. . Alternative Press. 2018-10-09  [2018-10-19]. （原始内容存档于2020-03-04）.
92. ↑  . 2019-07-11  [2019-07-11]. （原始内容存档于2020-10-22）.
93. 1 2  . Metacritic.   [2018-10-09]. （原始内容存档于2021-05-16）.
94. 1 2  Hayter, David. . 411 Mania. 2018-10-09  [2019-09-09]. （原始内容存档于2018-10-12）.
95. 1 2  Taylor, Damon. . Dead Press. 2018-10-04  [2018-10-07]. （原始内容存档于2019-12-07）.
96. 1 2  Cosgrove, Jo. . GIG Soup. 2018-11-02  [2019-02-25]. （原始内容存档于2019-04-01）.
97. 1 2  Keegan, Stephen. . Hot Press. 2018-10-30  [2018-10-30]. （原始内容存档于2020-02-28）.
98. 1 2  McLaughlin, David. . Kerrang!. 2018-10-13: 54  [2018-10-12]. （原始内容存档于2019-07-06）.
99. 1 2  Weingarten, Christopher R. . Rolling Stone. 2018-10-05  [2018-10-05]. （原始内容存档于2018-10-06）.
100. 1 2  Mahony, Vicki. . Spill Magazine.   [2019-04-01]. （原始内容存档于2020-01-29）.
101. ↑  . Alternative Press. 2018-12-18  [2018-12-20]. （原始内容存档于2021-04-26）.
102. ↑  . Billboard. 2018-12-10  [2018-12-10]. （原始内容存档于2020-03-07）.
103. ↑  . Billboard. 2018-12-20  [2018-12-20]. （原始内容存档于2021-04-30）.
104. ↑  Nattress, Katrina. . iHeartRadio. 2018-12-21  [2019-07-05]. （原始内容存档于2021-04-11）.
105. ↑  . Kerrang!. 2018-12-18  [2018-12-19]. （原始内容存档于2020-11-08）.
106. ↑  . Rock Sound. 2018-11-30  [2018-12-01]. （原始内容存档于2020-04-07）.
107. ↑  . Australian Recording Industry Association. 2018-10-13  [2018-10-13]. （原始内容存档于2020-08-23）.
108. 1 2  . Recorded Music NZ. 2018-10-15  [2018-10-12]. （原始内容存档于2021-11-02）.
109. 1 2  . Productores de Música de España.   [2018-10-17]. （原始内容存档于2018-10-16）.
110. 1 2  "Twenty One Pilots – Trench". Portuguesecharts.com. Hung Medien.  [2018-10-17].
111. 1 2  "Top 50 Prodejní". Czech Albums. ČNS IFPI. Note: On the chart page, select 201841 on the field besides the word "Zobrazit", and then click over the word to retrieve the correct chart data.  [2018-10-17].
112. 1 2 3  . Asociación Mexicana de Productores de Fonogramas y Videogramas.   [2019-01-24]. （原始内容存档于2019-01-24）.
113. 1 2  . MegaCharts.   [2019-01-05]. （原始内容存档于2019-06-22）.
114. 1 2  Caulfield, Keith. . Billboard. 2018-10-14  [2018-10-15]. （原始内容存档于2018-10-14）.
115. ↑  Caulfield, Keith. . Billboard.   [2018-10-12]. （原始内容存档于2018-10-11）.
116. ↑  Caulfield, Keith. . Billboard. 2018-10-21  [2018-10-22]. （原始内容存档于2018-10-21）.
117. ↑  Rutherford, Kevin. . Billboard. 2018-10-29  [2018-10-19]. （原始内容存档于2020-11-29）.
118. ↑  . FYIMusicNews. 2018-10-15  [2018-10-16]. （原始内容存档于2018-10-15）.
119. ↑  White, Jack. . Official Charts Company. 2018-10-08  [2018-10-15]. （原始内容存档于2020-11-09）.
120. ↑  Myers, Justin. . Official Charts Company. 2018-10-12  [2018-10-12]. （原始内容存档于2019-01-06）.
121. ↑  Beech, Mark. . Forbes.   [2018-10-12]. （原始内容存档于2020-11-09）.
122. ↑  . crossrhythms.co.uk. 2018-10-11  [2018-10-23]. （原始内容存档于2020-04-06）.
123. ↑  Ruelle, Yohann. . Purebreak Charts. 2018-10-15  [2018-10-15]. （原始内容存档于2018-10-15）.
124. ↑  . RIAA.   [2019-01-01]. （原始内容存档于2016-01-03）.
125. ↑  Goeman, Collin. . Alternative Press. 2019-01-12  [2018-10-12]. （原始内容存档于2020-09-20）.
126. ↑  Caulfield, Keith. . Billboard. 2019-01-17  [2019-01-18]. （原始内容存档于2020-11-07）.
127. ↑  Heinz, Natasha. . Alternative Press. 2019-01-18  [2019-01-18]. （原始内容存档于2020-03-04）.
128. ↑  . store.twentyonepilots.com.   [2019-02-27]. （原始内容存档于2018-12-05）.
129. ↑   (音像媒体说明). Twenty One Pilots. Fueled by Ramen. 2018.
130. ↑  . Tidal.   [2019-01-31]. （原始内容存档于2018-10-11）.
131. ↑  "Twenty One Pilots – Trench". Australiancharts.com. Hung Medien.  [2018-10-13].
132. ↑  "Twenty One Pilots - Trench" (in German). Austriancharts.at. Hung Medien.  [2018-10-18].
133. ↑  "Twenty One Pilots – Trench" (in Dutch). Ultratop.be. Hung Medien.  [2018-10-12].
134. ↑  "Twenty One Pilots – Trench" (in French). Ultratop.be. Hung Medien.  [2018-10-12].
135. ↑  . FYIMusicNews.   [2018-10-15].
136. ↑  . Hitlisten.   [2018-10-17].
137. ↑  "Twenty One Pilots – Trench" (in Dutch). Dutchcharts.nl. Hung Medien.  [2018-10-12].
138. ↑  "Twenty One Pilots: Trench" (in Finnish). Musiikkituottajat.  Retrieved 2018-10-14.
139. ↑  "Twenty One Pilots – Trench". Lescharts.com. Hung Medien.  [2016-10-15].
140. ↑  "Offiziellecharts.de – Twenty One Pilots – Trench" (in German). GfK Entertainment Charts.  [2018-10-12].
141. ↑  . IFPI Greece.   [2018-11-05]. （原始内容存档于2018-11-05）.
142. ↑  "Archívum – Slágerlisták – MAHASZ – Magyar Hangfelvétel-kiadók Szövetsége". Mahasz.hu. LightMedia.  [2018-10-18].
143. ↑  . Irish Recorded Music Association.   [2018-10-13].
144. ↑  . Federazione Industria Musicale Italiana.   [2018-10-13]. （原始内容存档于2015-02-10）.
145. ↑  "Twenty One Pilots – Trench". Norwegiancharts.com. Hung Medien.  [2018-10-13].
146. ↑  "Oficjalna lista sprzedaży :: OLIS - Official Retail Sales Chart". OLiS. Polish Society of the Phonographic Industry.  [2018-10-18].
147. ↑  "Official Scottish Albums Chart Top 100". Official Charts Company.  Retrieved 2018-10-13.
148. ↑  "Twenty One Pilots – Trench". Swedishcharts.com. Hung Medien.  [2018-10-13].
149. ↑  "Twenty One Pilots – Trench". Swisscharts.com. Hung Medien.  [2018-10-17].
150. ↑  "Official Albums Chart Top 100". Official Charts Company.  Retrieved 2018-10-13.
151. ↑  "Twenty One Pilots Chart History (Billboard 200)". Billboard.  Retrieved 2018-10-20.
152. ↑  "Twenty One Pilots Album & Song Chart History" Billboard Top Alternative Albums for Twenty One Pilots. Prometheus Global Media.  [2018-10-20].
153. ↑  "Twenty One Pilots Album & Song Chart History" Billboard Top Rock Albums for Twenty One Pilots. Prometheus Global Media.  [2018-10-20].
154. ↑  "Twenty One Pilots Album & Song Chart History" Billboard Top Tastemaker Albums for Twenty One Pilots. Prometheus Global Media.  [2018-10-20].
155. ↑  . Australian Recording Industry Association.   [2019-01-10]. （原始内容存档于2019-06-05）.
156. ↑  . Official Charts Company.   [2019-01-04]. （原始内容存档于2020-09-28）.
157. ↑  . Billboard.   [2018-12-04]. （原始内容存档于2020-03-21）.
158. ↑  . Billboard.   [2018-12-04]. （原始内容存档于2016-08-03）.
159. ↑  . Ultratop.   [2019-12-20]. （原始内容存档于2020-02-22）.
160. ↑  . Ultratop.   [2019-12-20]. （原始内容存档于2020-02-22）.
161. ↑  . dutchcharts.nl.   [2020-01-05]. （原始内容存档于2020-01-11）.
162. ↑  . Asociación Mexicana de Productores de Fonogramas y Videogramas.   [2020-01-25]. （原始内容存档于2020-01-25）.
163. ↑  . Billboard.   [2020-01-14]. （原始内容存档于2020-12-31）.
164. ↑  . Music Canada.   [2019-02-21] （英语）.
165. ↑  . Asociación Mexicana de Productores de Fonogramas y Videogramas.   [2019-10-28] （西班牙语）. 在“ARTISTA”栏以下的框内输入“Twenty One Pilots”&nbsp；并在“column heading”栏以下的框内输入“Trench”。.
166. ↑  . Polish Society of the Phonographic Industry.   [2019-02-18] （波兰语）.
167. ↑  . British Phonographic Industry. 2019-06-21  [2019-06-22] （英语）.
168. ↑  . Recording Industry Association of America.   [2018-12-20] （英语）.
169. ↑  . Apple Music.   [2019-07-31]. （原始内容存档于2019-07-31）.
170. ↑  . Amazon.com.   [2019-07-31].
171. ↑  . Amazon.com.   [2019-07-31]. （原始内容存档于2021-02-08）.
172. ↑  . Amazon.com.   [2019-07-31]. （原始内容存档于2018-10-09）.

## 外部連結
- 官方网站